# Joanni Maurice Perronet
Joanni Maurice Perronet (n. 19 octombrie 1877, Paris, Île-de-France, Franța – d. 1 aprilie 1950, Quartier Saint-Georges⁠(d), Île-de-France, Franța) a fost un scrimer francez, medaliat olimpic. A participat la o ediție a Jocurilor Olimpice (1896) în care a câștigat o medalie de argint.

## Participări
Lista de mai jos prezintă principalele competiții la care a participat Joanni Maurice Perronet de-a lungul carierei.
- Floretă masculin maeștri la Jocurile Olimpice de vară din 1896